# Nepovratni proces
Nepovratni proces, neobrativi proces ili ireverzibilni proces je proces u kojem se prilikom prelaska energije iz jednog oblika u drugi dio energije gubi u okolinu i entropija fizikalnoga sustava raste. Primjerice, takvi su svi procesi povezani s trenjem, neelastičnim promjenama oblika tijela (plastičnost), električnim otporom i drugo. Svi realni, prirodni procesi su nepovratni.
Termodinamički ireverzibilni proces (nepovratni proces) zbiva se kada termodinamički sustav od početnoga do konačnoga stanja brzo prolazi kroz više neravnotežnih stanja i ne može se odvijati u suprotnom smjeru.